# 仲町 (さいたま市浦和区)

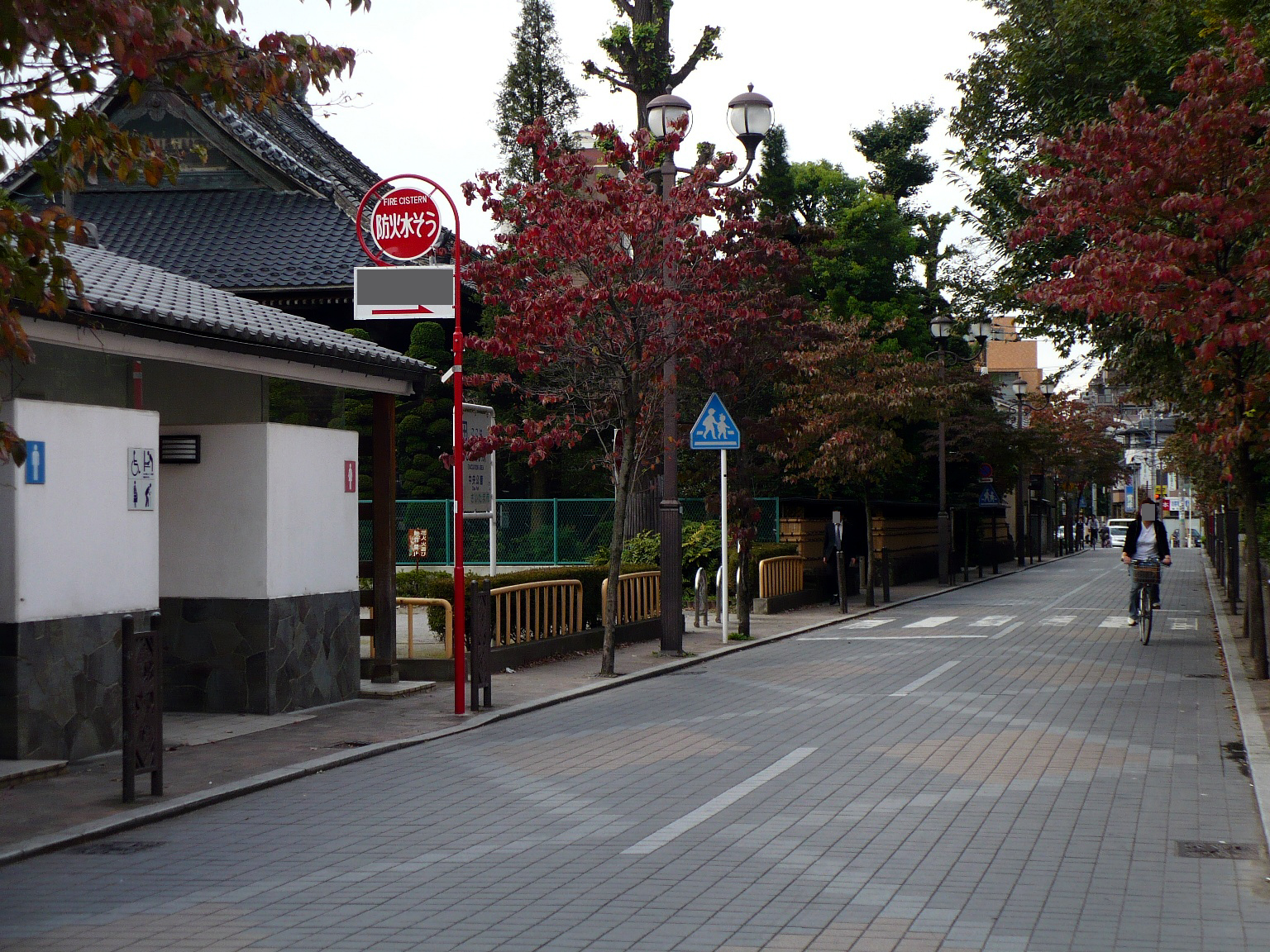
玉蔵院通り

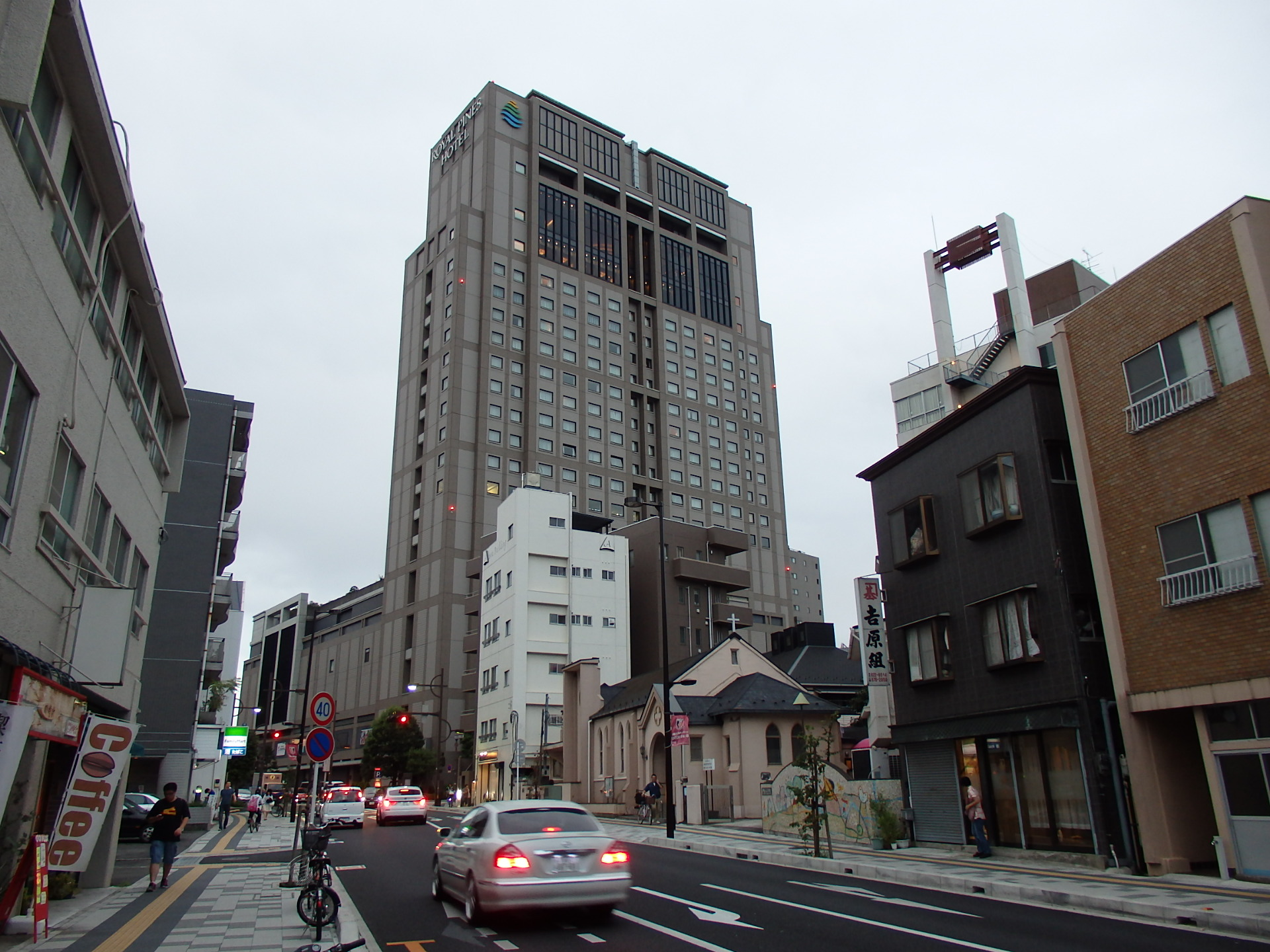
市役所通り

仲町（なかちょう）は、埼玉県さいたま市浦和区の町名。現行行政地名は仲町一丁目から仲町四丁目。住居表示実施地区。郵便番号は330-0062。

## 地理
さいたま市浦和区西部の大宮台地上に位置する。水域はない。浦和駅に近く、商店街が形成されており、ロイヤルパインズホテル浦和などの宿泊施設もある。町内には国道17号と国道463号が通り、町の東には京浜東北線、宇都宮線・高崎線、湘南新宿ラインが通る。都心への交通アクセスがよいことから、高層マンションが相次いで建設されている。国道17号より西は隣接する常盤や別所と同じように閑静な住宅街となっており、戸建の住居が多い。かつての浦和宿の本陣はこの地にあり、しだれ桜の名所である玉蔵院や最新の免震設備を整えた危機管理防災センターがある。

## 歴史
- 1937年（昭和12年） - 浦和市大字浦和宿の一部から仲町一丁目 - 五丁目が成立[6]。
- 1965年（昭和40年）7月1日 - 住居表示実施により、仲町一丁目 - 四丁目・常盤町一丁目・高砂町三丁目・大字別所の各一部から仲町一丁目 - 四丁目が成立（仲町一丁目の全域と常盤町一丁目の一部から一丁目が、仲町二丁目の全域と常盤町一丁目・高砂町三丁目の各一部から二丁目が、仲町三丁目の全域から仲町三丁目が、仲町四丁目の全域と大字別所の一部から四丁目が成立）。また、仲町五丁目の全域と本太町二丁目の一部から東仲町が成立[7]。
- 2001年（平成13年）5月1日 -浦和市・大宮市・与野市が合併しさいたま市が発足。さいたま市の町名となる。旧大宮市仲町との区別のため町名が「浦和仲町」に変更される[8]。
- 2003年（平成15年）4月1日 - さいたま市が政令指定都市に移行し、同市浦和区の町名となる。町名が「仲町」に変更される[8]。

## 世帯数と人口
2017年（平成29年）9月1日時点の世帯数と人口は以下の通りである。
| 丁目       | 世帯数    | 人口    |
| ---------- | --------- | ------- |
| 仲町一丁目 | 765世帯   | 1,459人 |
| 仲町二丁目 | 837世帯   | 1,712人 |
| 仲町三丁目 | 726世帯   | 1,725人 |
| 仲町四丁目 | 787世帯   | 1,854人 |
| 計         | 3,115世帯 | 6,750人 |

## 小・中学校の学区
市立小・中学校に通う場合、学区（校区）は以下の通りとなる。
| 丁目       | 番地 | 小学校                 | 中学校                 |
| ---------- | ---- | ---------------------- | ---------------------- |
| 仲町一丁目 | 全域 | さいたま市立高砂小学校 | さいたま市立岸中学校   |
| 仲町二丁目 | 全域 | さいたま市立仲町小学校 | さいたま市立常盤中学校 |
| 仲町三丁目 | 全域 | さいたま市立仲町小学校 | さいたま市立常盤中学校 |
| 仲町四丁目 | 全域 | さいたま市立仲町小学校 | さいたま市立常盤中学校 |

## 交通

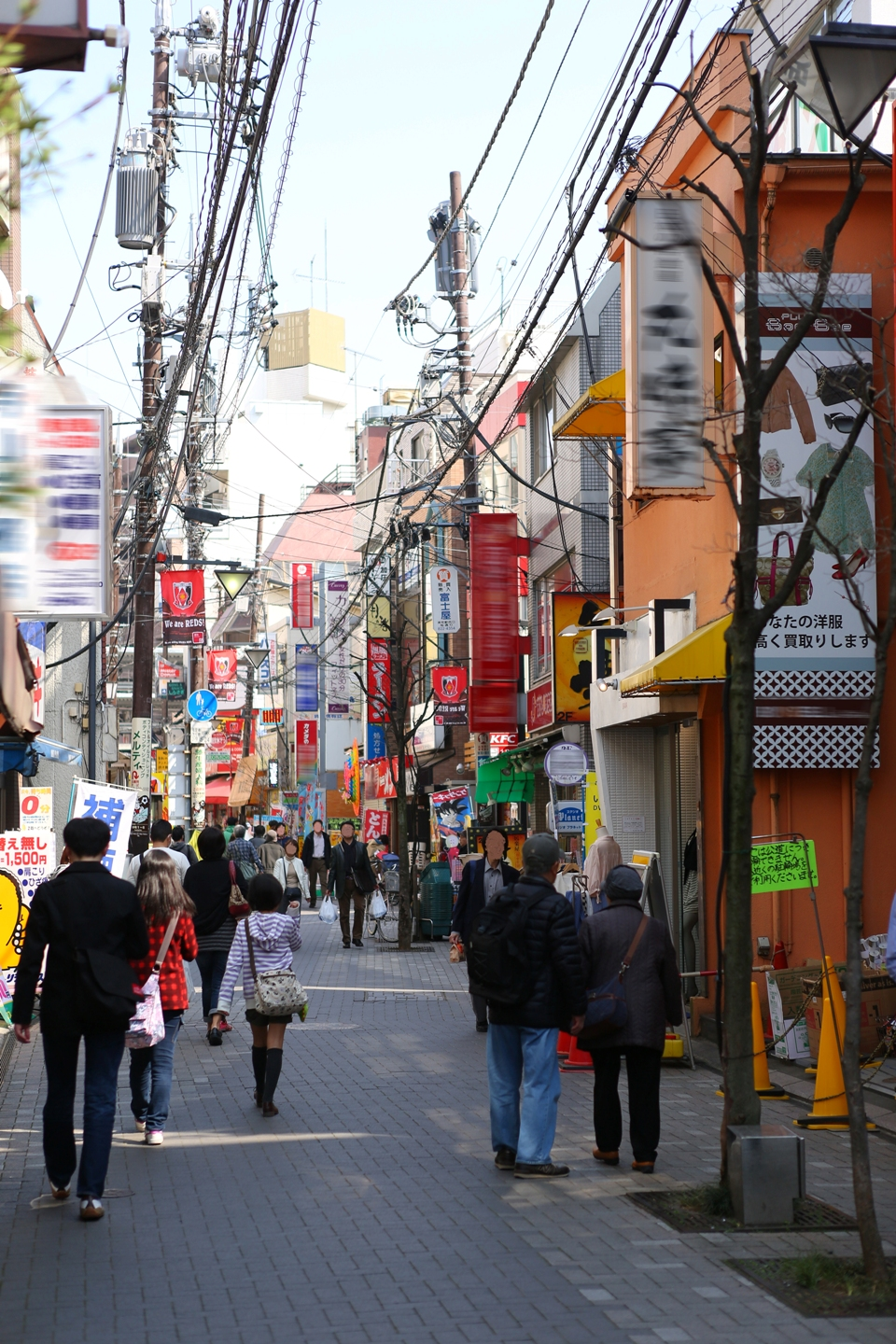
うらもん通り

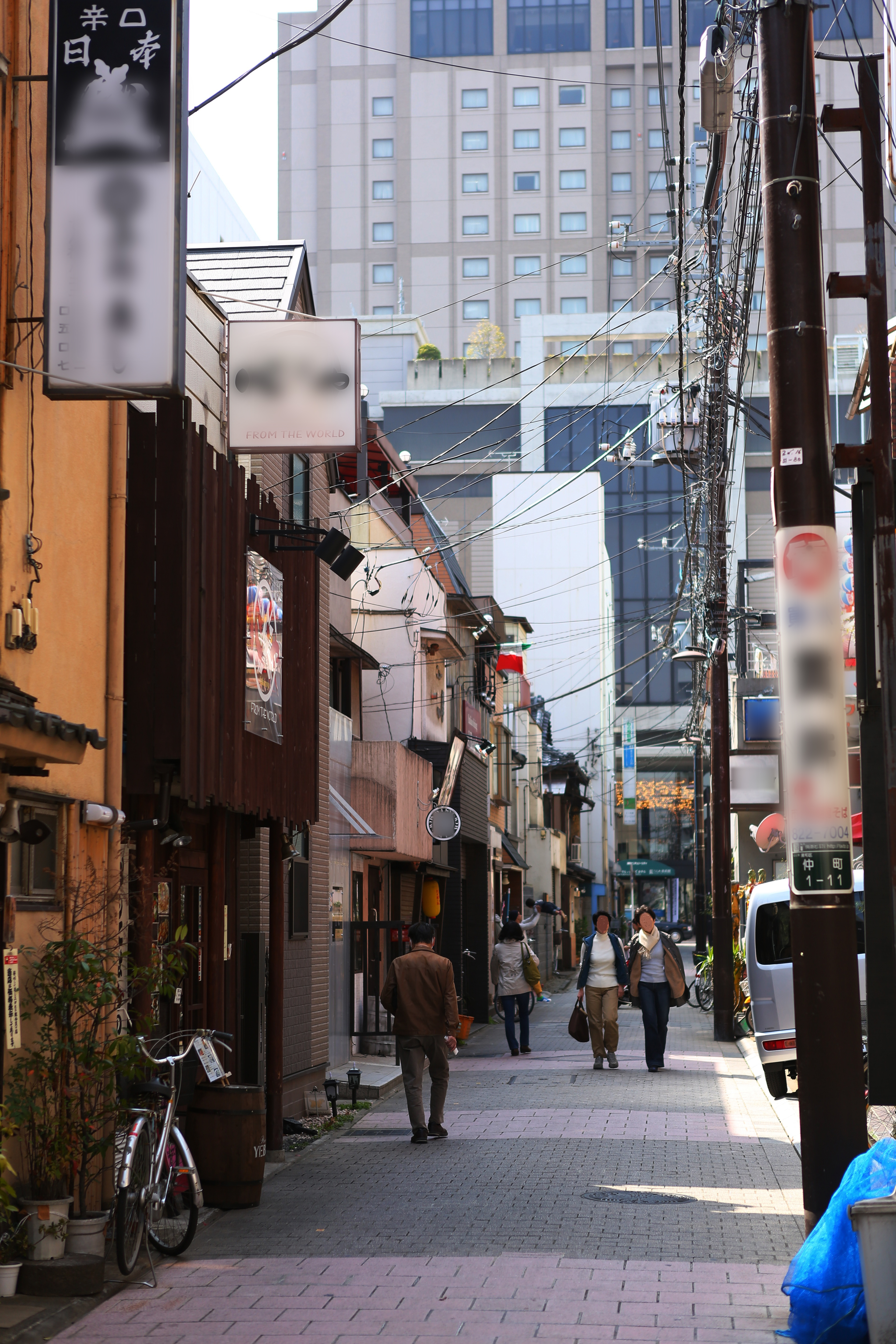
仲町平和通り

### 鉄道
地区内に駅はないが、
- JR  京浜東北線、 宇都宮線・高崎線、 湘南新宿ライン 浦和駅
- JR  埼京線 中浦和駅

が最寄駅である。

### 道路
- 国道17号（中山道）
- 国道463号（旧中山道）
- 門前通り[10]
- うらもん通り（県庁の裏門（現存しない）に通じていたことから）
- もくせい通り
- 仲町平和通り
- 坂下通り
- 市役所通り

## 地域

### 寺社・史跡
- 真言宗豊山派玉蔵院（二丁目） - 平安時代創建
- 浦和宿本陣跡（二丁目）
- 日本赤十字社埼玉県支部跡（三丁目）[5] - 建物は比企郡嵐山町に移築保存されている。

### 公園・緑地
- 浦和中央公園（二丁目）
- 仲町公園（二丁目）
- 鹿島台公園（四丁目）

### 施設
浦和駅前に近く、数多くの商業施設や民間施設が立地する。
一丁目
- みずほ銀行浦和支店
- 足利銀行浦和支店
- 東京スター銀行
- 埼玉県信用金庫（さいしんビル）
- 日本賃貸保証さいたま支店
- 日本広告社埼玉支社
- 表千家同門会 埼玉県支部

二丁目
- ロイヤルパインズホテル浦和
  - うらわ美術館
  - よみうりカルチャー浦和
- さいたま市民会館うらわ
- 須原屋本店
- 三井住友銀行浦和支店
- 日本聖公会浦和諸聖徒教会
- 浦和幼稚園
- 麗和幼稚園
- 浦和中央保育園
- ほまれ会館

三丁目
- 埼玉県危機管理防災センター（埼玉県立武道館が2003年に上尾市日の出に移転した跡地）
- 埼玉県県民健康センター
  - 埼玉県医師会
  - 埼玉県医師信用組合
  - 埼玉県医師国民健康保険組合
- 埼玉県住宅供給公社ビル

四丁目
- 浦和仲町郵便局
- 浦和教会

## 出身・ゆかりのある人物
- 新島とみ - 出身者。新島襄の母。
- 平柳育郎 - 出身者。海兵70期首席。旧制浦和中学校出身。海軍大尉